# Новоуренгойський газохімічний комплекс
Новоуренгойський газохімічний комплекс – підприємство нафтохімічної промисловості, що споруджується на півночі Тюменської області Росії на замовлення «Газпрому».
Ще в середині 1980-х років ввели в дію Новоуренгойський завод підготовки конденсату до транспортування, технологічний процес якого передбачає деетанізацію конденсату. З метою монетизації ресурсу етану запланували створення Новоуренгойського газохімічного комплексу, основою якого має бути піролізна установка, що працюватиме на етані та випускатиме до 420 тисяч тон етилену на рік, після чого етилен споживатиме розташована на цьому ж майданчику лінія полімеризації у поліетилен низької щільності. Вивіз продукції передбачається через власну залізничну станцію, а також автомобільним транспортом, через річковий порт Ямбург та розташований за чотири десятки кілометрів порт Коротчаєво.
Проект стартував ще в 1993-му, і в найближчі кілька років на майданчик встигли завезти чимало обладнання. Втім, у 1996-му проект законсервували через проблеми з фінансуванням і лише в 2009-му будівництво відновили, при цьому генеральним підрядником була обрана група «ВИС». Остання встигла звести виробничі корпуси, виконати 95% монтажу металоконструкцій та 80% монтажу трубопроводів і обладнання, а також запустити призначену для обслуговування комплексу Новоуренгойську ТЕС. Втім, проект знову зустрівся з серйозними проблемами із фінансуванням і в 2017-му на вимогу «ВИС» контракт розірвали. 
Станом на 2023 рік завод так і не змогли ввести в експлуатацію.